# 拉蒂卡塔
拉蒂卡塔（Lattikata），是印度奥里萨邦Sundargarh县的一个城镇。总人口6896（2001年）。

## 人口
该地2001年总人口6896人，其中男性3658人，女性3238人；0—6岁人口915人，其中男474人，女441人；识字率72.43%，其中男性为79.28%，女性为64.70%。